# Albert Barthélémy
Albert Marcel Barthélémy, född 3 mars 1906 i Anor, död 26 november 1988 i Fourmies, var en fransk landsvägscyklist som var professionell från 1928 till 1936. 

## Meriter
| 1928 Vinnare av Grand Prix de Fourmies 3:a i Paris–Fourmies 1929 Vinnare av Grand Prix de Fourmies Vinnare av Paris–Fourmies 2:a i Paris–Caen 1930 Vinnare totalt av Circuit des Ardennes Vinnare av Grand Prix de Fourmies 2:a i Paris–Fourmies 3:a i Circuit de Paris | 1931 Vinnare av etapperna 6, 7, 10 och 11 i Tyskland runt 3:a i Grand Prix de Fourmies 1932 Vinnare totalt av Critérium des Aiglons Vinnare av etapperna 1 och 2 Vinnare av Paris–Rennes Vinnare av Paris–Lille 2:a i Grand Prix de Fourmies 1933 Vinnare av Paris–Bryssel |